# Vít Grus (1861)
Vít Grus (5. června 1861, Pardubice Zelené Předměstí – 25. října 1945, Pardubice ) byl pardubický měšťan, správce pardubické městské spořitelny, akcionář a člen správní rady městského pivovaru. 

## Život
Vít Grus se narodil v Pardubicích-Zeleném Předměstí v rodině krejčího Josefa Gruse a jeho ženy Karolíny rodem Kozákové. Později se angažoval při záchraně pardubických památek, byl členem muzejního spolku. Ve svém volném čase sportoval, byl členem a později činovníkem Sokola. Rovněž spolupracoval s baronem Arturem Krausem a podobně jako on byl propagátorem nejrůznějších novinek.
V roce 2006 byla při rekonstrukci jeho vily objevena bedna s fotografickými deskami. Z těchto fotografií byla připravena výstava v galerii GM FOTO v Pardubicích.
Všichni jeho synové se stali výtvarníky: nejstarší Jaroslav byl malířem, Josef architektem a nejmladší Vít byl návrhářem dřevěných i jiných hraček.

## Galerie

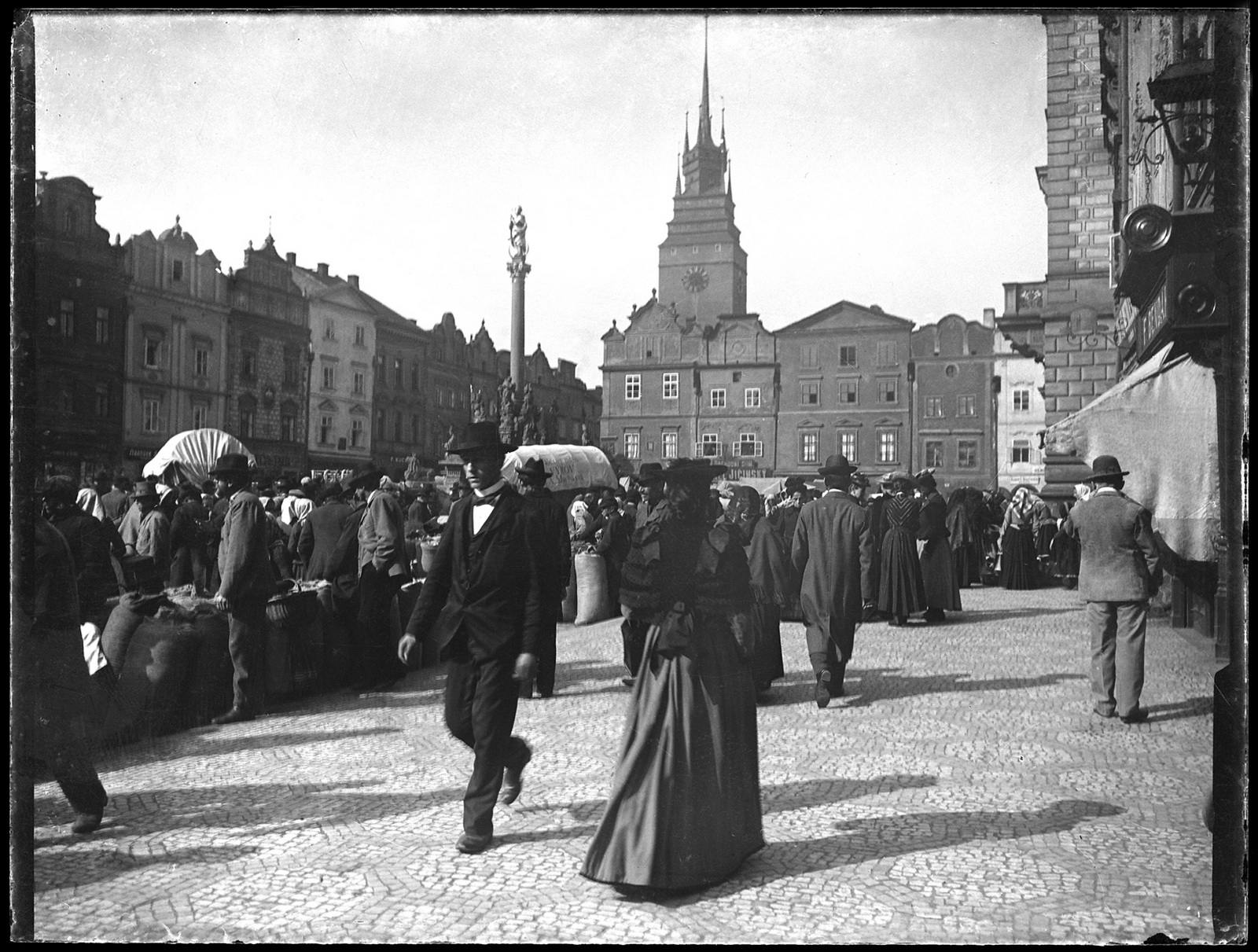
Pardubice, trh na náměstí
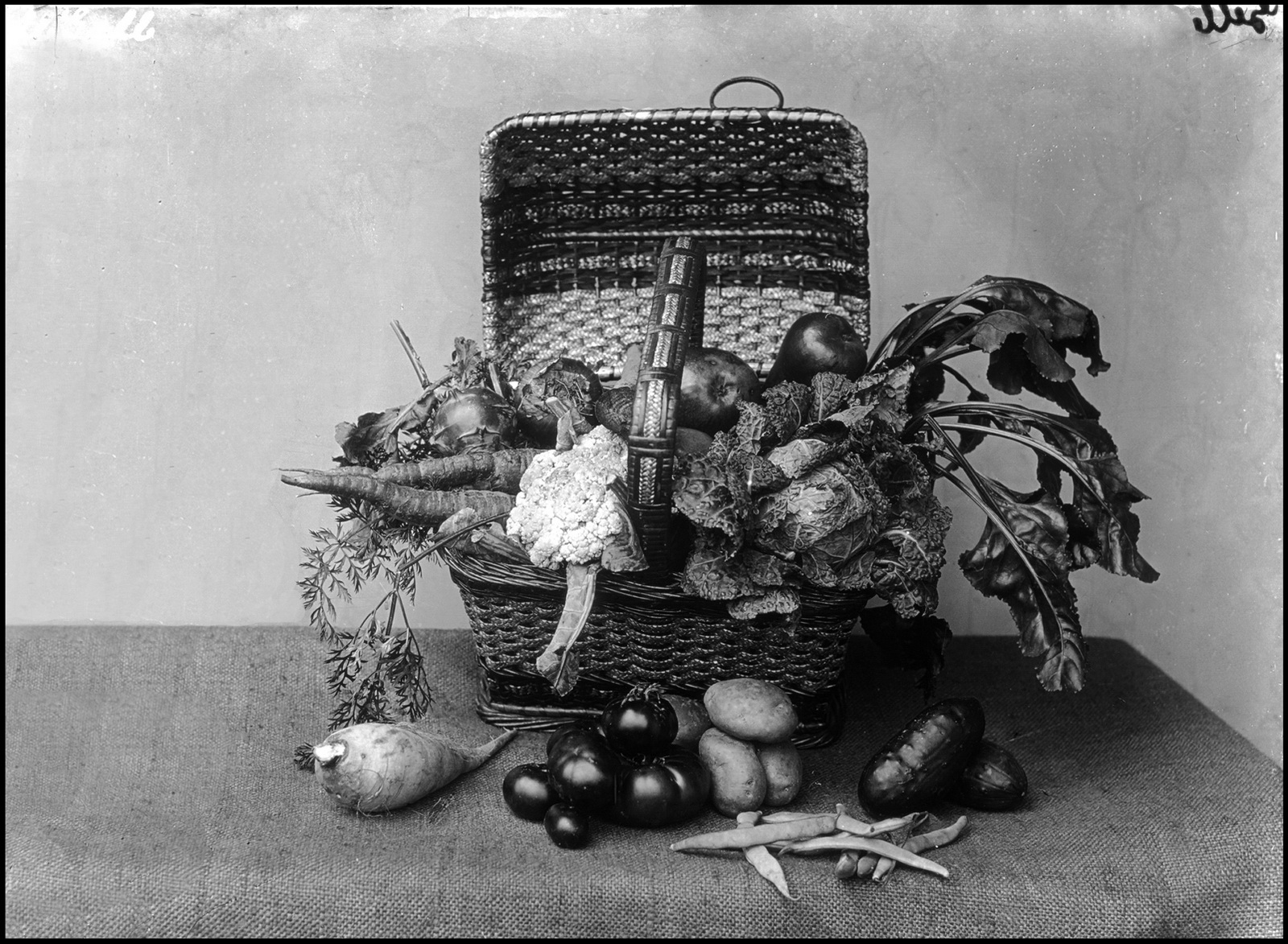
Zátiší
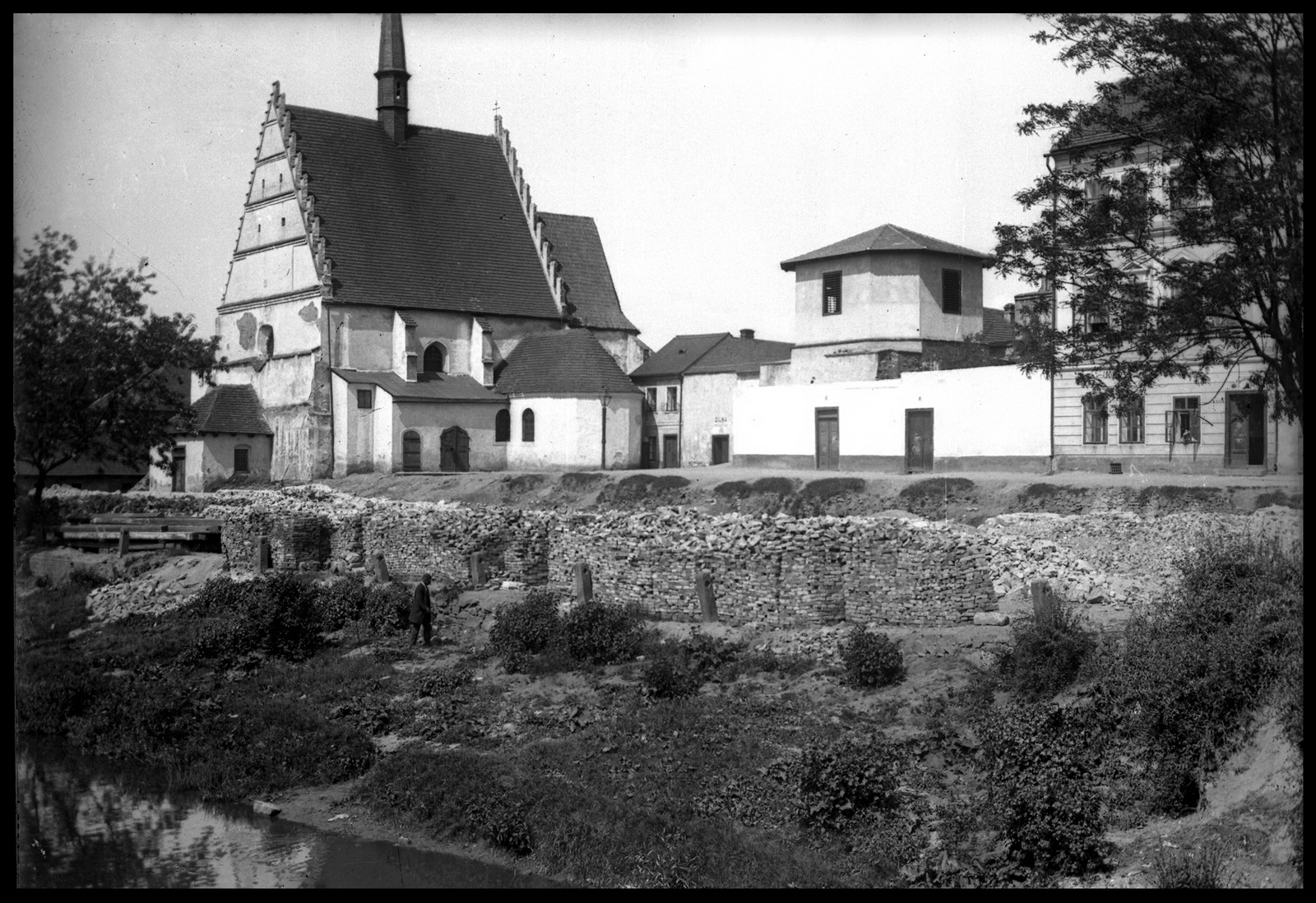
Kostel sv. Bartoloměje před zbouráním Černém kaple
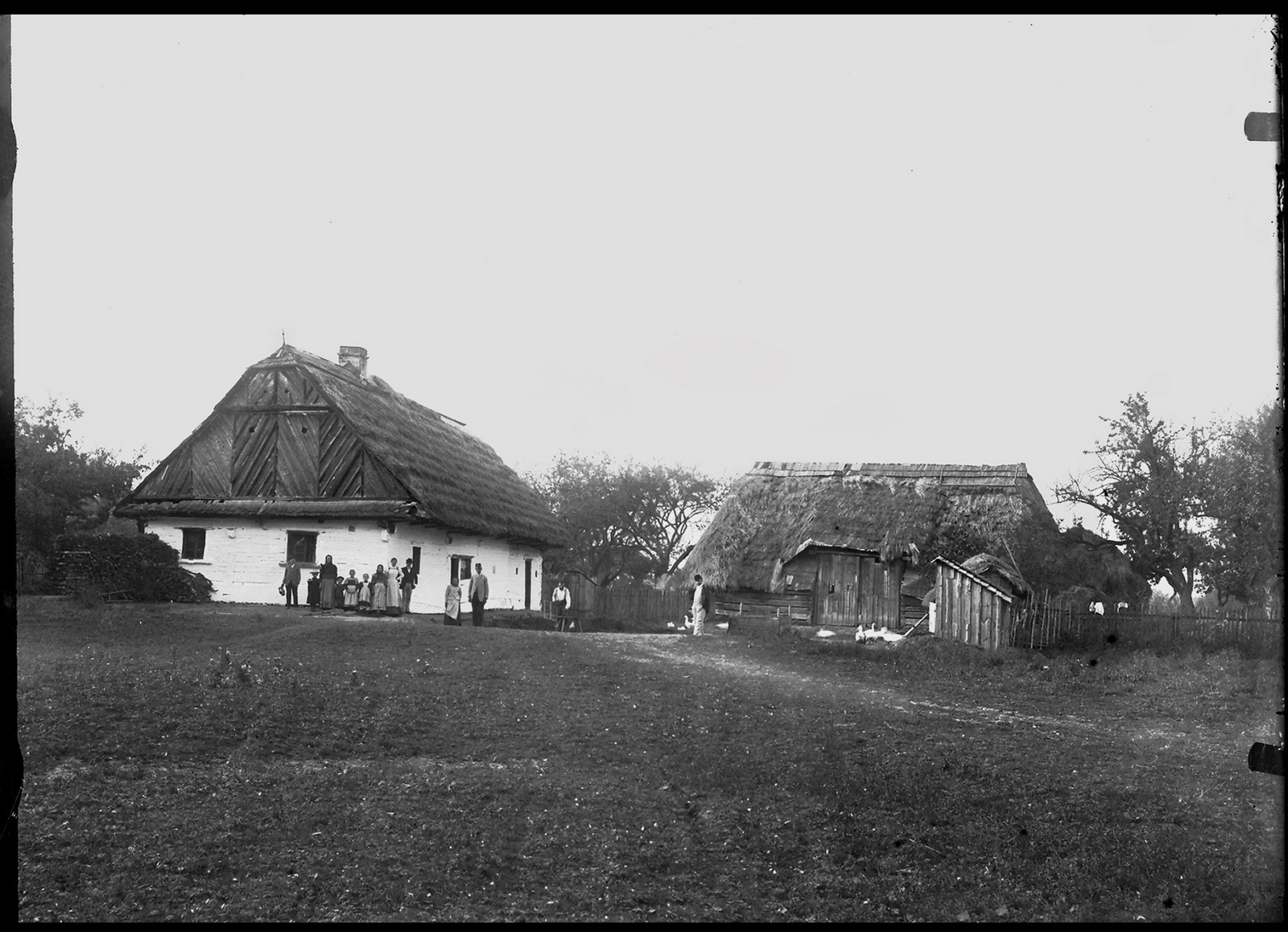
Venkovský dům v okolí Pardubic
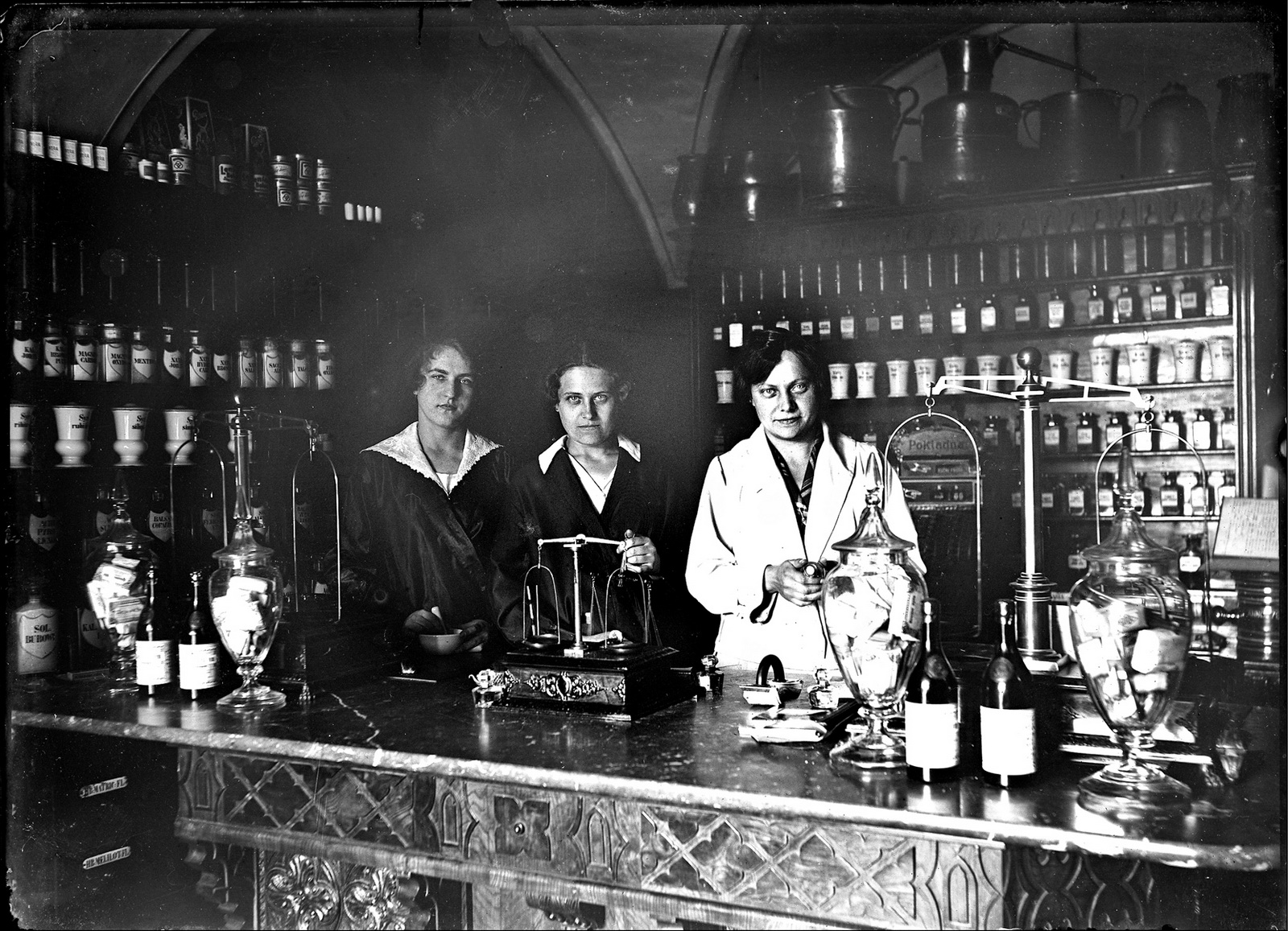
Pardubice, interiér "Staré lékárny"
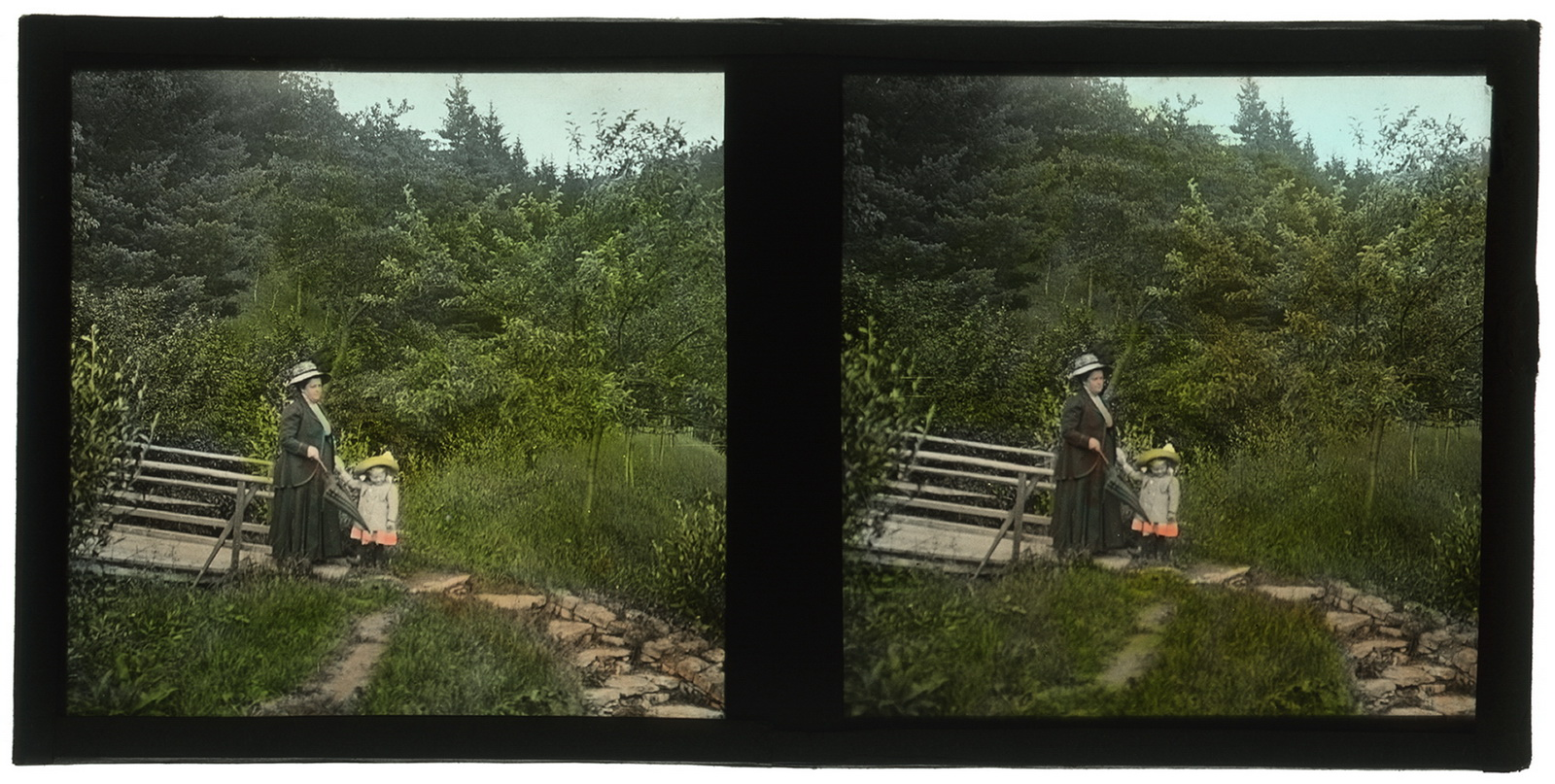
Kolorovaný stereodiapozitiv